# アックアヴィーヴァ・ピチェーナ
アックアヴィーヴァ・ピチェーナ（伊: Acquaviva Picena）は、イタリア共和国マルケ州アスコリ・ピチェーノ県にある、人口約3,700人の基礎自治体（コムーネ）。

## 地理

### 位置・広がり
アスコリ・ピチェーノ県東部のコムーネ。県都アスコリ・ピチェーノから東北東へ22kmの距離にある。

#### 隣接コムーネ
隣接するコムーネは以下の通り。
- グロッタンマーレ
- モンサンポーロ・デル・トロント
- モンテプランドーネ
- オッフィダ
- リパトランソーネ
- サン・ベネデット・デル・トロント

### 気候分類・地震分類
アックアヴィーヴァ・ピチェーナにおけるイタリアの気候分類 (it) および度日は、zona D, 2060 GGである。
また、イタリアの地震リスク階級 (it) では、zona 2 (sismicità media) に分類される。

## 行政

### 分離集落
アックアヴィーヴァ・ピチェーナには、以下の分離集落（フラツィオーネ）がある。
- Abbadetta, Casarica, Forola, Madonna delle Piane, Quercia, Sant'Angelo